# 사데트 1세 기라이
사데트 1세 기라이(크림 타타르어: I Saadet Geray ١ سعادت كراى) (1492년~1538년)는 크림 칸국의 칸이다. 사데트 기라이는 후세인 칸과 조약을 맺었다.